# Chhaya
Chhaya hoặc Chaya (tiếng Phạn: छाया, đã Latinh hoá: Chāyā, n.đ. 'bóng tối' hay 'sắc thái') là hiện thân của nữ thần bóng tối trong thần thoại Hindu và là phối ngẫu của Surya, thần Mặt Trời trong Hindu giáo. Bà là hiện thân bóng tối hay phản chiếu của Saranyu (Sanjna), vợ đầu tiên của Surya. Chhaya được sinh ra từ cái bóng của Sanjna và thay thế Sanjna trong nhà của bà, sau khi bà tạm thời rời bỏ chồng.
Chhaya thường được mô tả như là mẹ của Shani, hành tinh sao Thổ, thần nghiệp chướng và công lý: Graha đáng sợ; nữ thần Tapti, hiện thân của sông Tapti; cùng một người con trai Savarni Manu, người được mệnh danh là Manu tiếp theo và thứ tám (tổ tiên của loài người) - người cai trị thời kỳ Manvantara kế tiếp.